# هنري ريد (عازف كمان)
هنري ريد (بالإنجليزية: Henry Reed) هو عازف كمان ‏ أمريكي، ولد في 28 أبريل 1884 في مقاطعة ميرسر في الولايات المتحدة، وتوفي في 16 يونيو 1968.